# 豊国駅
豊国駅（ほうこくえき）は、かつて福岡県田川郡糸田村（現・糸田町）道ノ上にあった、運輸省（省鉄）糸田線の貨物駅（廃駅）である。貨物支線の廃線に伴い、1945年（昭和20年）6月10日に廃駅となった。

## 歴史
- 1897年（明治30年）10月20日：豊州鉄道により宮床駅（現:糸田駅）構内の炭積場として開業[1]。
- 1901年（明治34年）9月3日：廃止[1]。
- 1908年（明治41年）3月28日：移転、鉄道院の駅として再開業[1]。
- 1945年（昭和20年）6月10日：貨物支線の廃線に伴い廃止、糸田駅構内に併合[1]。

## 隣の駅
運輸省（省鉄）
糸田線（貨物支線）
糸田駅 - 豊国駅